# Bao’an (Shenzhen)

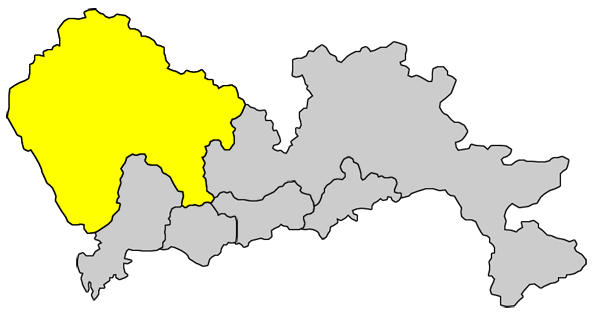
Położenie dzielnicy Bao’an

Bao’an (chiń. 宝安区) – jedna z siedmiu dzielnic Shenzhen, w prowincji Guangdong, w Chińskiej Republice Ludowej. Powierzchnia dzielnicy wynosi 733 km² i jest zamieszkana przez 430 000 mieszkańców.
Znajduje się tu port lotniczy Shenzhen.